# Erduin Julius Koch
Erduin Julius Koch (* 13. Juni 1764 in Loburg; † 21. Dezember 1834 in Creuzburg) war ein deutscher Literaturhistoriker und Altphilologe.

## Leben
Erduin Julius Koch wurde am 13. Juni 1764 in Loburg als Sohn eines Predigers geboren, seine Kindheit und Jugend verbrachte er in Berlin. Schon während seiner Schulzeit kam er durch seinen Lehrer Christoph Heinrich Müller in Berührung mit mittelhochdeutscher Literatur. Müller war seinerseits Schüler des bedeutenden Schweizer Sammlers und Editors alter deutschsprachiger Quellen Johann Jakob Bodmer in Zürich. Koch hatte somit einen der wichtigsten Kenner mittelhochdeutscher Dichtung zum Lehrer. Auf die Berliner Schulzeit folgte das Studium der Theologie in Halle, darauf das der klassischen Philologie bei Friedrich August Wolf. Nach seinem Studium lehrte Koch von 1786 bis 1793 am Pädagogium der Königlichen Realschule in Berlin die griechische, lateinische und deutsche Sprache und Literatur. Im Alter von 29 Jahren übernahm er eine Predigerstelle an der Marienkirche in Berlin und gab seine Lehrtätigkeit auf. Am 16. Juli 1795 heiratete Koch eine Tochter des Kriegs- und Domänenrates Randel. Im Jahr 1810 wurde er wegen seines zunehmenden Alkoholkonsums des Amtes enthoben. 1815 erhielt er eine Stelle als Diätist an der neu gegründeten Bibliothek in Breslau, wurde jedoch auch hier bald aus dem Dienst entfernt. Er starb verarmt am 21. Dezember 1834 in Creuzburg im Königlichen Landarmenhaus.

### Koch als Literaturhistoriker

#### Compendium der deutschen Literatur-Geschichte
Koch veröffentlichte sein Hauptwerk in zwei Bänden, von denen der erste im Mai 1790 (2. Auflage 1795), der zweite 1798 erschien. Bedeutung kommt diesem Werk auf verschiedenen Ebenen zu. Zum einen als Zusammenstellung zahlloser Titel, zum anderen als Ausdruck der Methoden und des Gelehrtentums am Ende des 18. Jahrhunderts. Darüber hinaus ist das „Compendium“ wichtiges Zeugnis des Literaturunterrichts dieser Zeit. Man kann Koch zu den Wegbereitern einer Didaktik der deutschen Sprache und Literatur zählen, war er doch einer der ersten, der literaturgeschichtlichen Deutschunterricht abhielt.
Erduin Julius Koch trug das Wissen seiner Zeit in diesem biographisch-bibliographischen Handbuch zusammen. Unterstützt wurde er dabei von Freunden, Sammlern und Bibliothekaren, die einen wichtigen Beitrag zu seinen eigenen Nachforschungen in zahlreichen Archiven und Bibliotheken leisteten. Das „Compendium“ blieb jedoch Bruchstück, denn während der ursprüngliche Plan war, solche „Compendien“ für alle Wissensbereiche zu verfassen, so wurde nur der Bereich der Poesie bearbeitet. Alle anderen Themen blieben Wunsch und wurden Opfer unglücklicher Lebensumstände des Literaturhistorikers.
Das „Compendium“ hat einen Umfang von fast 400 Seiten und es ist neben der Vorrede in eine Einleitung und zwei Teile gegliedert. Die Einleitung gibt Auskunft über Begriffe, Umfang, Zweck und Methode der Arbeit sowie über benutzte Quellen, Hilfsmittel und antiquarische Vorkenntnisse. Die beiden erschienenen Teile des „Compendiums“ gliedern sich in eine „Chronologische Uebersicht der Deutschen Literatur- und Sprachgeschichte“ (Teil 1) und in den „Scientifischen Grundriss der Deutschen Literatur- und Sprachgeschichte“ (Teil 2).
Der erste Teil liefert einen chronologischen Abriss der politischen Geschichte und stellt diese Daten in eine Linie mit denen der Literatur- und Sprachgeschichte. Berücksichtigt werden auch gelehrte und wissenschaftliche Einrichtungen und wichtige naturwissenschaftliche Erfindungen. Der zweite Teil ist der eigentliche Hauptteil. Hier beschreibt Koch in dem „Scientifischen Grundriss“ die ihm bekannten Werke der Gattung Poesie und versieht sie mit knappen Angaben über Art und Ausgabe der Bücher, deren Gliederungen und liefert bei Handschriften noch eine Übersicht, in welchen Bibliotheken welche Exemplare vorhanden sind. Er ordnet die Werke der Dichter nach Gattungsformen und Dichtungsarten, damit sich die Werke eines Autors im Zusammenhang der Gattungen einprägen sollen.
Die „Geschichte der schönen Wissenschaften“ sollte neben dem Abschnitt „A. Poesie“ auch noch den Abschnitt „B. Geschichte der Wohlredenheit und die der Beredsamkeit“ enthalten, denn so weit reichte der „Materialien-Vorrath“ Kochs. Doch schon zu diesem zweiten Abschnitt fand Koch weder die Zeit noch die passenden Umstände.
Die Untersuchung endet mit dem Jahr 1781, denn „seit diesem Zeitpuncte hat unsere Literatur eine Neigung zum Sinken genommen, der wir erst ein paar Decennien zusehen müssen, ehe wir eine neue Epoche in unserer Literatur-Geschichte festsetzen können.“ (aus der Vorrede zur zweiten Auflage des Compendiums)

#### Über deutsche Sprache und Literatur
Diese Schrift erschien im Juni 1793, drei Jahre nach dem ersten Band des „Compendiums“. Mehr noch als in dessen Vorwort beschreibt Koch in diesem Aufsatz die Grundzüge seiner wissenschaftlichen Arbeit auf literarischem Gebiet. Nach einführenden Worten, in denen Koch dem preußischen König Friedrich Wilhelm II. schmeichelt, folgt der erste Abschnitt „Deutsche Sprache und Literatur“. Dieser Abschnitt stellt nach Raabe „die in Vergessenheit geratene Geburtsurkunde der Germanistik als historischer Wissenschaft von der deutschen Sprache und Literatur dar.“ Koch fordert in dieser Schrift, dass jeder Sprachforscher, der die deutsche Sprache und Literatur studieren möchte, zuvor eine Ausbildung in Latein und Altgriechisch absolvieren sollte. Neben dieser Voraussetzung schlägt Koch die chronologische Aufarbeitung der deutschsprachigen Literatur vor.
Von dieser Schrift sind nur noch drei Exemplare bekannt: Herzog August Bibliothek Wolfenbüttel, Bibliothèque nationale de France Paris, Stadtbibliothek Trier. Im Aufsatz von Paul Raabe ist sie leicht gekürzt als diplomatisch getreuer Abdruck zugänglich.

## Würdigung
Das Ansehen Erduin Julius Kochs in der Gelehrtenwelt sank mit steigendem Lebensalter. Hatte er noch als 26-jähriger Lehrer einen wissenschaftlichen Standard vorgelegt, wie es ihn bis dahin nicht gegeben hatte, so verfiel er zusehends dem Alkoholismus und verlor dadurch sowohl die Stelle als Prediger in Berlin als auch die Diätistenstelle an der Breslauer Bibliothek. Seine umfangreiche Sammlung an Büchern hatte er bis zu seinem Tod weitgehend verkauft, um seinen Lebensunterhalt und seine Sucht finanzieren zu können. 
„Er starb den 21. Dezember 1834 still und ohne Schmerzen. Seine Bücher hatte er verbraucht und Nichts hinterlassen“, so beendete Gustav Freytag den von Hoffmann von Fallersleben begonnenen Lebenslauf wenig schmeichelhaft in der Allgemeinen deutschen Biographie. Mit dieser Formulierung wurde einer der Grundsteine für das Vergessen von Erduin Julius Koch und das Verkennen seiner literaturgeschichtlichen Pionierarbeit gelegt. Wäre es Koch gelungen, seine Pläne weiter zu verfolgen, wäre er zu einer zentralen Gestalt in der Geschichte der deutschen Literaturwissenschaft geworden, so jedoch „tauchte er wie ein Komet am Himmel der frühen Romantik auf und versank. (...) An dem Neubeginn germanistischer Forschung wirkte er nicht mehr mit.“ (Raabe, S. 142)

## Werke
- Compendium der deutschen Literatur-Geschichte, Berlin (1790)
- Hodegetik für das Universitäts-Studium an allen Facultäten. Berlin in der Frankeschen Buchhandlung (1792)
- Über deutsche Sprache und Literatur, Berlin (1793)
- Grundriss einer Geschichte der Sprache und Literatur der Deutschen von den ältesten Zeiten bis auf Lessings Tod/1, Berlin (1795) (zugleich 2. Auflage des Compendiums von 1790)
- Grundriss einer Geschichte der Sprache und Literatur der Deutschen von den ältesten Zeiten bis auf Lessings Tod/2, Berlin (1798)

## Sekundärliteratur
- Wilhelm Scherer: Koch, Erduin Julius. In: Allgemeine Deutsche Biographie (ADB). Band 16, Duncker & Humblot, Leipzig 1882, S. 375.
- Heinrich Hoffmann von Fallersleben: Erduin Julius Koch. Ein Beitrag zur Geschichte der deutschen Philologie im 18. Jahrhundert. In: Weimarisches Jahrbuch für deutsche Sprache, Litteratur und Kunst I. Weimar 1854, S. 58–72.
- Uwe Meves: Zur Rezeption der altdeutschen Literatur an den Gelehrtenschulen in Preußen am Ausgang des 18. Jahrhunderts. In: Peter Wapnewski (Hg.): Mittelalter-Rezeption. Ein Symposion. Stuttgart 1986. S. 473–497 (Germanistische Symposien. Berichtsbände. 6)
- Alexander Gillies: Wackenroder´s Apprenticeship to Literature. His teachers and their influence. In: German Studies. Presented to Professor H.G. Fiedler. Oxford 1938, S. 188ff.
- Volkmar Braunbehrens: Nationalbildung und Nationalliteratur. Zur Rezeption der Literatur des 17. Jahrhunderts von Gottsched bis Gervinus. Berlin 1974.
- Paul Raabe: Erduin Julius Kochs Pläne zur Erforschung der deutschen Sprache und Literatur. In: Studien zur deutschen Literatur. Festschrift für Adolf Beck zum siebzigsten Geburtstag. Hg. von U. Fülleborn und J. Krogoll. Heidelberg 1979. S. 142–157.